# Братське Озеро (зупинний пункт)
Братське Озеро — зупинний пункт Ізюмського напрямку. Розташований між станцією Балаклія та зупинним пунктом Лісова. Пункт розташований у селі Вільхуватка Балаклійського району. На пункті зупиняються лише приміські потяги. Пункт відноситься до Харківської дирекції Південної залізниці.
Відстань до станції Основа — 83 км.